# Totnan

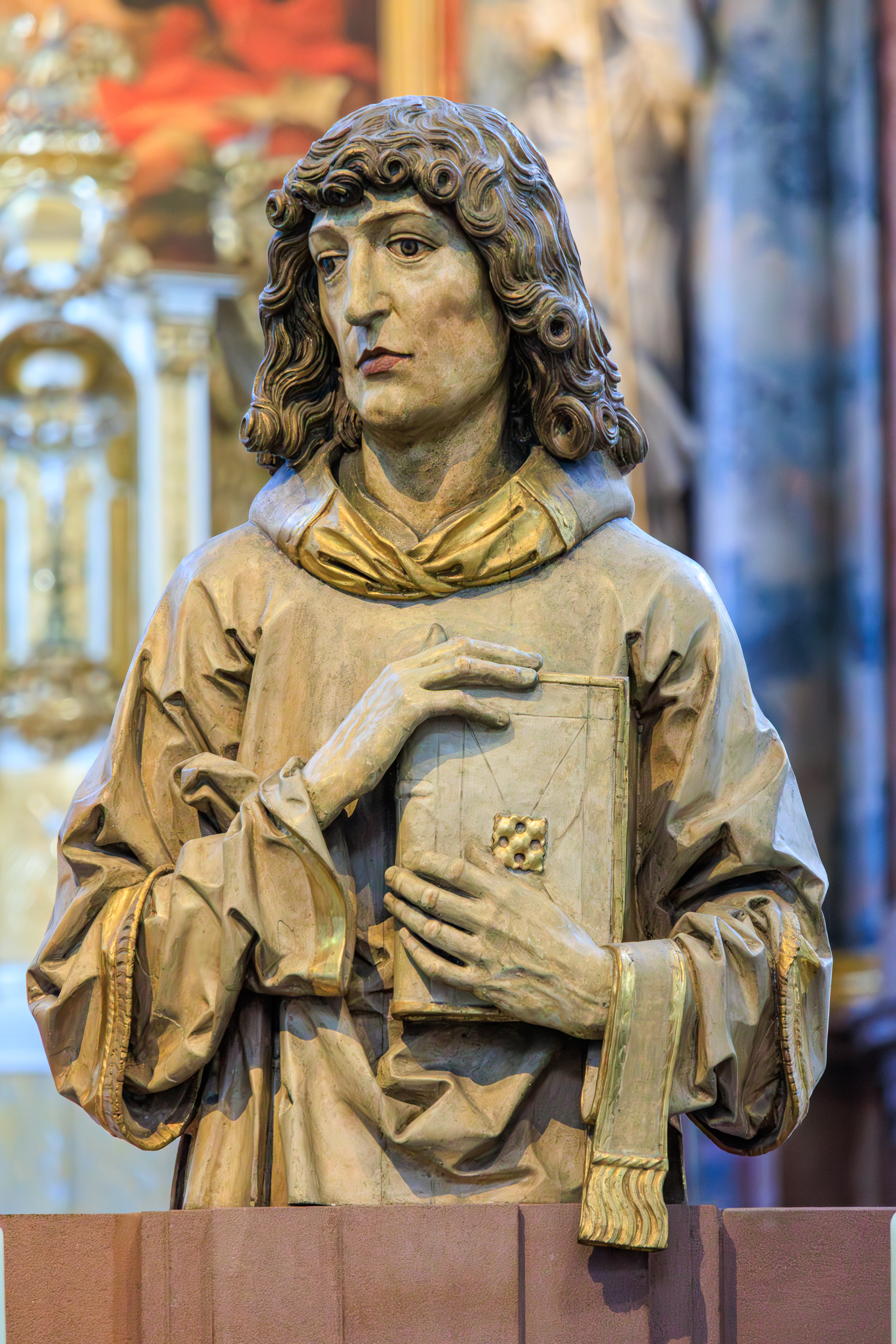
Heilige Totnan, Kopie der Riemenschneider-Holzfiguren von Heinz Schiestl aus dem Jahr 1910 in der Neumünster-Kirche, Würzburg

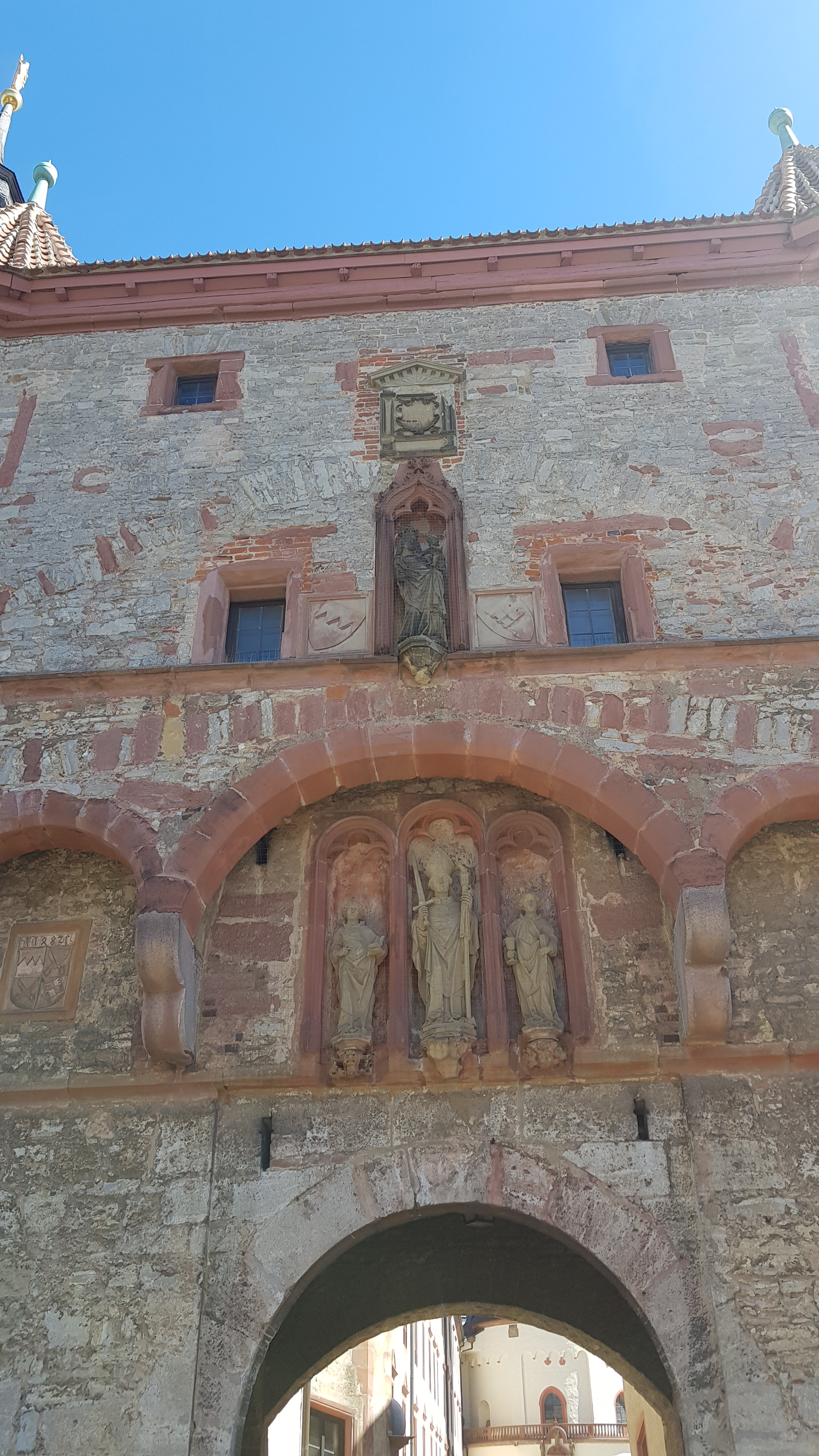
Die drei Frankenapostel Kilian, Kolonat und Totnan am Scherenbergtor der Festung Marienberg in Würzburg

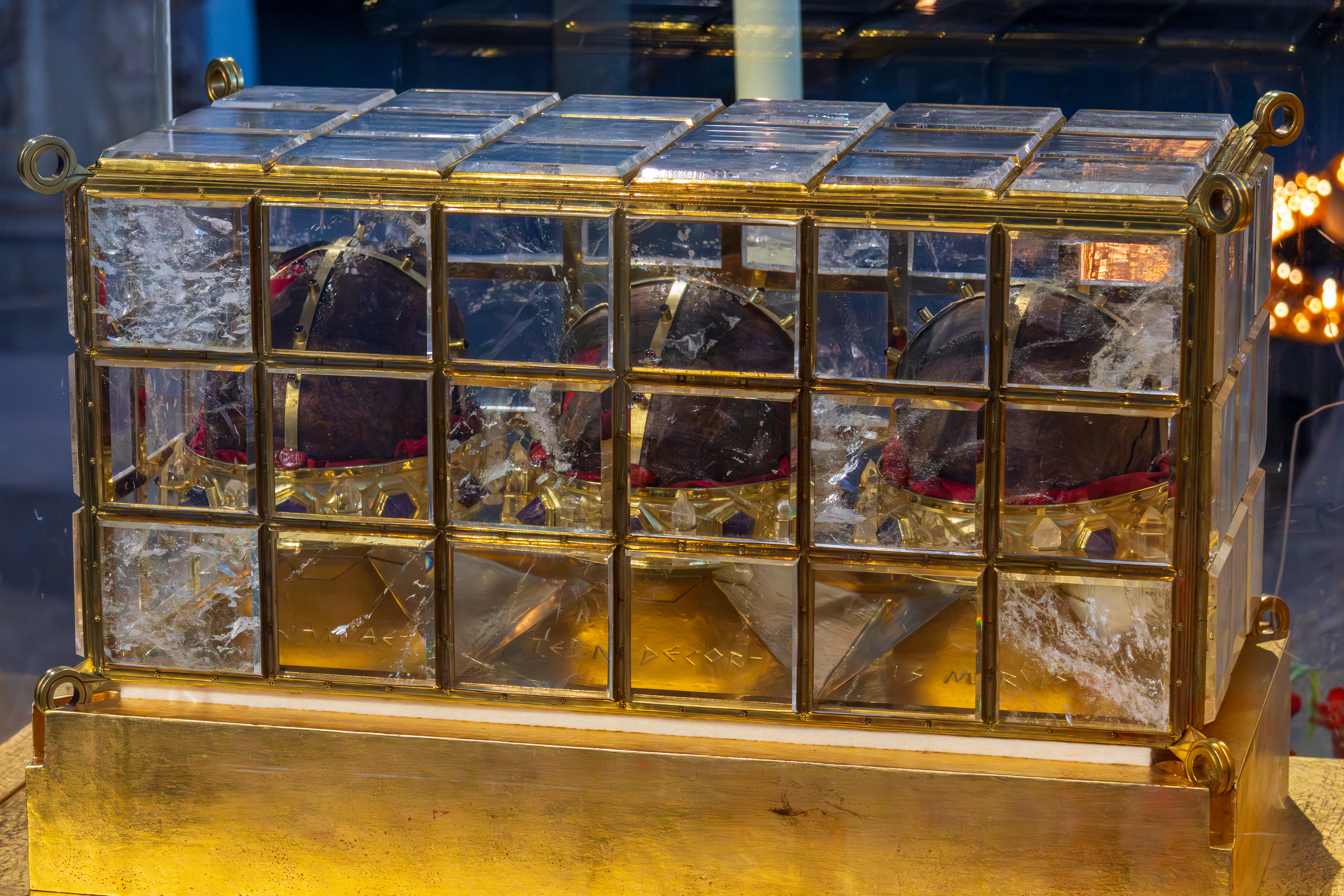
Schädel-Reliquie von Kilian, Kolonat und Totnan im Würzburger Dom

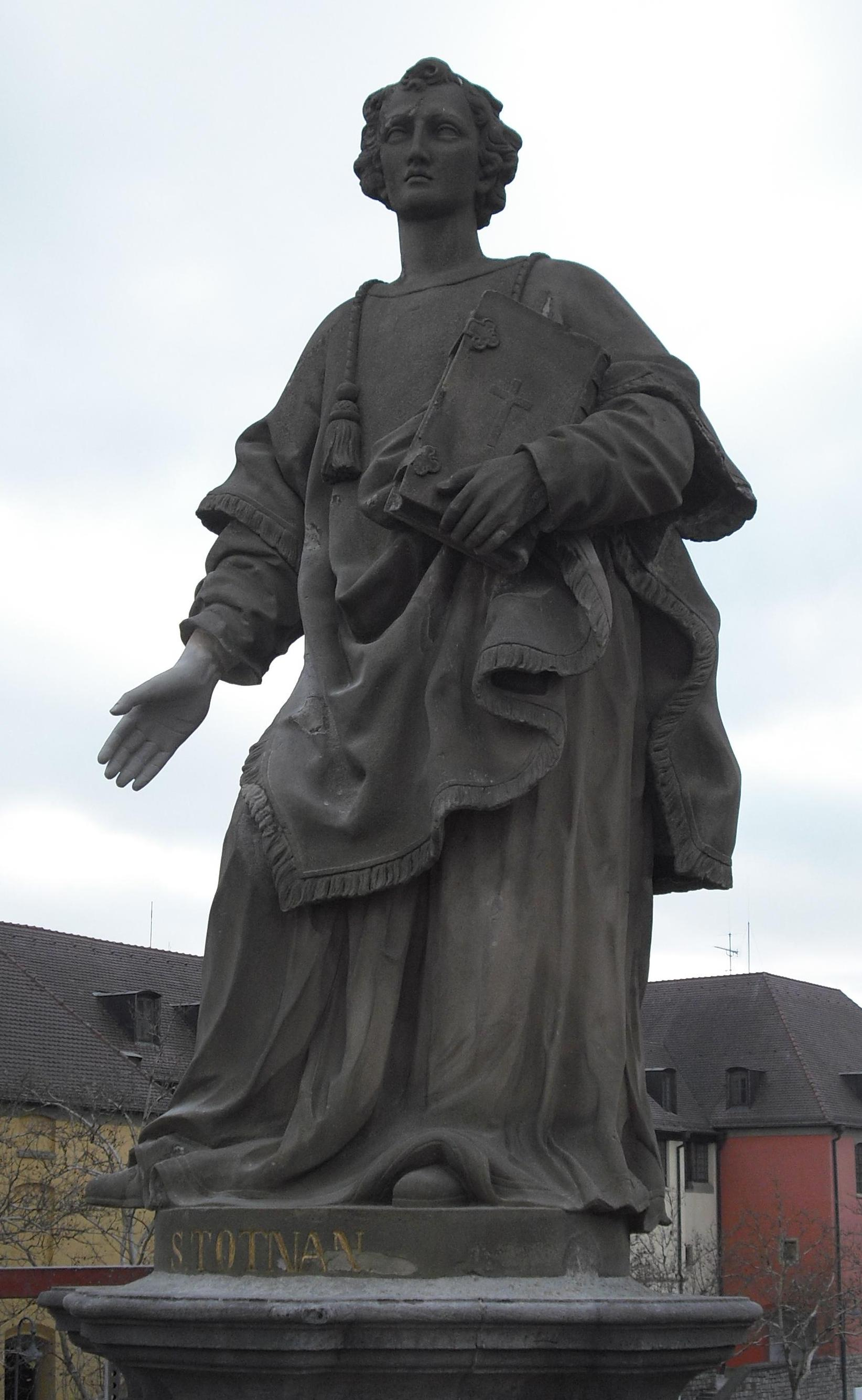
Statue des heiligen Totnan auf der Alten Mainbrücke, Würzburg

Totnan (nach anderer Schreibweise Theotman) (* in Irland; † um 689 in Würzburg) war ein irischer Wanderprediger. Er war als Gefährte des heiligen Kilian einer der drei Frankenapostel.
Nach dem Zeugnis der im 9. Jahrhundert verfassten Viten war der Diakon Totnan – zusammen mit Kolonat und neun weiteren Gefährten – ein Begleiter des iroschottischen Wandermönchs und Missionsbischofs Kilian, mit dem er um 686 nach Würzburg gelangte. Mit Kilian und Kolonat soll er dort den Märtyrertod erlitten haben.
Nach der 752 im sachlichen Zusammenhang der Bistumsgründung erfolgten Erhebung der Reliquien wurde er Schutzpatron des Bistums Würzburg.